# Седлики
Седлики (пол. Siedliki) — село в Польщі, у гміні Парчів Парчівського повіту Люблінського воєводства.
Населення — 50 осіб (2011).
У 1975-1998 роках село належало до Білопідляського воєводства.

## Демографія
Демографічна структура станом на 31 березня 2011 року:
|          | Загалом | Допрацездатний вік | Працездатний вік | Постпрацездатний вік |
| -------- | ------- | ------------------ | ---------------- | -------------------- |
| Чоловіки | 26      | 4                  | 19               | 3                    |
| Жінки    | 24      | 3                  | 14               | 7                    |
| Разом    | 50      | 7                  | 33               | 10                   |